# Кіт Андрій Богданович
Андрій Богданович Кіт (нар. 2 листопада 1971, м. Львів) — український політик, народний депутат VIII та IX скликань.

## Життєпис

### Освіта
1989 р. — закінчив СШ № 83 в м. Львові.
1989–1993 рр. — навчався у Львівському політехнічному інституті, за спеціальністю — інженер з автоматизації виробничих процесів.
1994–1995 рр. — навчався в Інституті економіки при Нітрянському сільськогосподарському університеті в Словаччині за спеціальністю — магістр з прикладної економіки та управління персоналом.

### Професійна діяльність
1992–1995 рр. — керівник ТОВ «Фама Бона».
1995–2001 рр. — консультант Міжнародної фінансової корпорації, відділення Світового банку з питань реструктуризації підприємств, м. Київ. Впроваджував програму реструктуризації відкритих акціонерних товариств.
2001–2002 рр. — фінансовий директор ВАТ «Галгазотерм», м. Львів.
2003–2004 рр. — директор ПП «Оліяр», с. Ставчани Пустомитівського району Львівської області.
2005–2006 рр. — директор ФГ «Куликова ферма» корпорації сільськогосподарських підприємств «Вінал-Агро», м. Ходорів Жидачівського району Львівської області.
2006–2012 рр. — директор ДПДГ «Оброшине» Інституту сільського господарства Карпатського регіону Національної академії аграрних наук України, с. Оброшине Пустомитівського району Львівської області.
З 2013 р. — заступник директора ТОВ «Млин Агро», заступник директора ПП "Агрофірма «Лугове», заступник директора ТзОВ «Буське СНП».

### Політична діяльність
З 2010 року — депутат Львівської обласної ради від партії Сильна Україна. Обраний за мажоритарним округом в Жидачівському районі Львівської області. Член політичної партії «УДАР».
На парламентських виборах 2012 р. був кандидатом у народні депутати України від одномандатного округу № 126 (Львівська область) від «УДАРу». Зайняв друге місце, отримавши 25,04 % голосів виборців.
Листопад 2014 року — депутат ВРУ восьмого скликання по ОВО № 126 (Львівська область). За тим же округом переміг як самовисуванець на позачергових парламентських виборах 2019 року.
З 6 грудня 2019 року — член депутатської групи «Довіра» у Верховній Раді IX скликання.
Депутат від БПП Андрій Кіт фінансово сприяв завершенню будівництва храму на честь Покрови пресвятої Богородиці у селі Загурщина Жидачівського району Львівської області.
Депутат від БПП Андрій Кіт організував екскурсію до Верховної Ради України та по Києву загалом для членів учнівського парламенту. 
Займався неособистим голосуванням.
Громадський Рух ЧЕСНО проаналізував декларації 29 нардепів Аграрного комітету на конфлікт інтересів. Більшість нардепів (21) вказав у декларації принаймні одну юрособу, пов'язану з аграрним бізнесом в розслідуванні також фігурує Андрій Кіт.
22 липня 2025 року голосував за закон України 12414 який був ухвалений з порушенням Регламенту Верховної Ради України та підпорядкував НАБУ та САП Генеральному прокурору і викликав масові протести.

### Сімейний стан
Одружений. Дружина Кіт Марія Петрівна. Виховує трьох дочок.